# Le Canard enchaîné
Cet article possède un paronyme, voir Canard (homonymie).
Ne doit pas être confondu avec Le Canard déchaîné, Le Canard (journal montréalais) ou La France enchaînée.
Le Canard enchaîné est un hebdomadaire français satirique et d'enquête paraissant le mercredi.
Fondé le 10 septembre 1915 par Jeanne et Maurice Maréchal, aidés par Henri-Paul Deyvaux-Gassier, c'est le plus ancien titre de presse satirique encore actif en France.
Le Canard enchaîné présente la particularité que son capital est verrouillé pour protéger son indépendance. Ses statuts imposent que ses actions soient détenues uniquement par les journalistes ou les retraités du journal.
Depuis les années 1960, c'est aussi un journal d'enquête qui révèle nombre d'affaires scandaleuses comme par exemple l'affaire des micros à la rédaction du Canard appelée par dérision l'affaire des plombiers, l'affaire des diamants de Bokassa, l'affaire Papon et l'affaire Fillon.
En juillet 2025, des anciens dirigeants font l'objet d'un procès concernant le soupçon d'un emploi fictif au sein de la rédaction de 1996 à 2020 et d'abus de biens sociaux. Une plainte avait été déposée par un des journalistes de l'hebdomadaire. La découverte d'une fraude présumée dans l'attribution d'une carte de presse et d'un salaire de jounaliste attribué durant 25 ans une compagne d'un administrateur est à l'origine de l'affaire. Cette procédure judiciaire met en porte-à-faux la réputation de l'hebdomadaire habitué à dénoncer ce type de scandale dans le champ politique français.

## Histoire

### Création en 1915

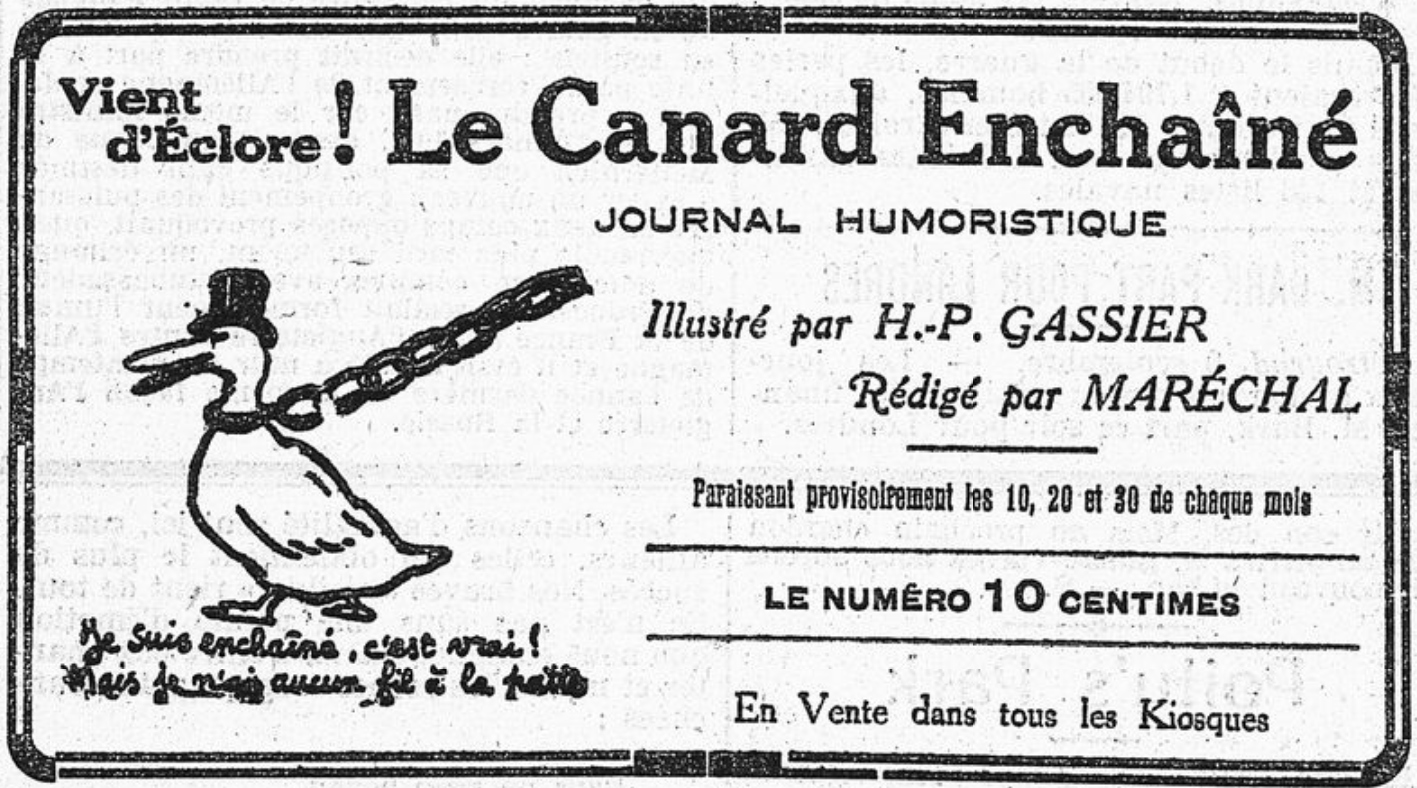
« Vient d'éclore ! Le Canard enchaîné, journal humoristique ».
Encart publicitaire publié dans L'Humanité (10 septembre 1915). Illustration d'Henri-Paul Deyvaux-Gassier.

Le Canard enchaîné est, dès le début, un hebdomadaire de la presse satirique. Fondé le 10 septembre 1915,, par Jeanne et Maurice Maréchal, aidés par Henri-Paul Deyvaux-Gassier, il est l'un des plus anciens titres de la presse française actuelle, notamment le plus ancien titre de presse satirique encore actif.

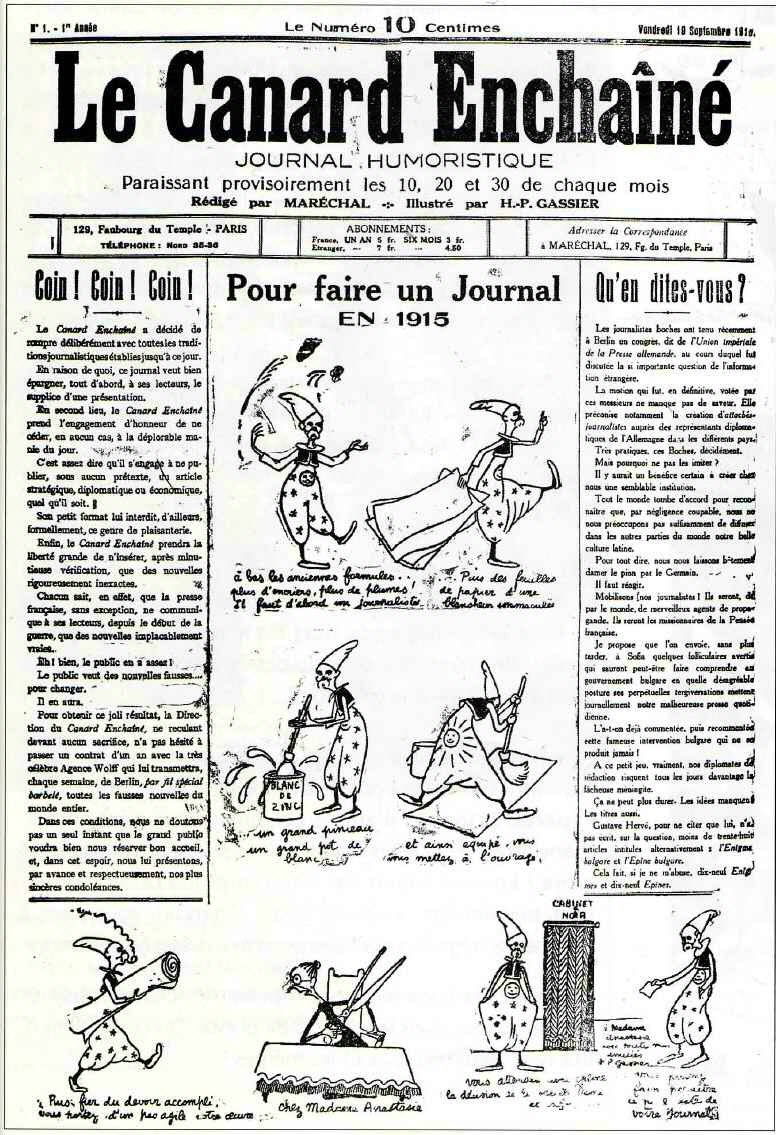
Une du premier numéro, montrant les journalistes aux prises avec Anastasie, 10 septembre 1915.

Son nom fait allusion au quotidien L'Homme libre édité par Georges Clemenceau, qui critiquait ouvertement le gouvernement lors de la Première Guerre mondiale. Il subit alors la censure de la guerre et son nom est changé pour L'Homme enchaîné. S'inspirant de ce titre, les journalistes Maurice et Jeanne Maréchal, aidés par le dessinateur H.-P. Gassier, décident d'appeler leur propre journal Le Canard enchaîné – « canard » signifiant « journal » en français familier. Le premier numéro paraît le 10 septembre 1915,.
La première série, faite avec des moyens limités, se termine au cinquième numéro. Le journal renaît cependant le 5 juillet 1916, sous la direction de Rodolphe Bringer. C'est le point de départ de la série actuelle. Le titre du journal a connu une variante : Le Canard déchaîné, du 15 octobre 1918 au 28 avril 1920.
Les deux canards de la manchette du journal (chacun dans une des oreilles du titre du journal) et les canetons qui s'ébattent dans les pages sont l'œuvre du dessinateur Henri Guilac, un des premiers collaborateurs du journal.
La création du journal durant la Première Guerre mondiale marque son positionnement jusqu'à aujourd'hui. Selon Laurent Martin, « la lutte contre la censure et le "bourrage de crâne", le pacifisme et l'antimilitarisme, la dénonciation des profiteurs de toutes sortes vont rester comme autant d'attitudes et de réflexes identitaires au long de l'histoire du journal ».

### De la Seconde Guerre mondiale aux années 1990
Le journal choisit de ne plus paraître entre juin 1940 et septembre 1944, à la suite de l'invasion allemande de la France ; il est réédité à partir de la libération de Paris.
Depuis les années 1960, c'est aussi un journal d'enquête qui révèle nombre d'affaires scandaleuses. Dans les années 1970, l'information est organisée autour de Jean Clémentin, qui en est le rédacteur en chef. Celui-ci participe au « grand basculement de la satire à l’information »,.

### Années 2000 et après

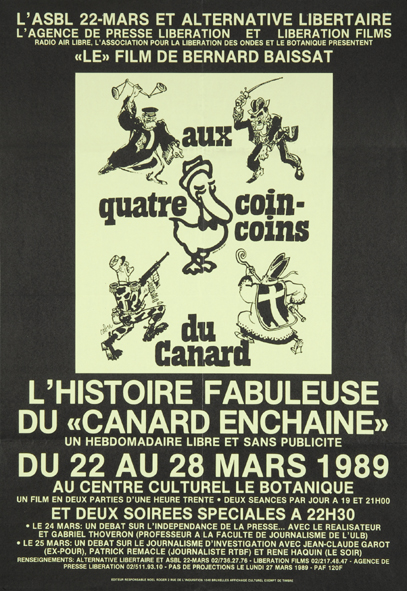
À l'occasion d'une série de projections à Bruxelles, en 1989, une affiche réalisée par Alternative libertaire.

En 2011, le Wall Street Journal compare son modèle économique américain à celui du Canard enchaîné et s'étonne de la vitalité de ce dernier, hebdomadaire sans site internet ni pub, au revenu net de 4,5 millions d'euros en 2010, pour un chiffre d'affaires de 30,6 millions d'euros.
En 2013, la diffusion totale payée s'est élevée à 399 567 exemplaires en moyenne par semaine.
À la suite de l'attentat du 7 janvier 2015 contre le journal Charlie Hebdo, la rédaction du Canard enchaîné indique dans son édition du 14 janvier avoir reçu des menaces le lendemain de l'attaque qui a fait douze morts dont huit collaborateurs de l'hebdomadaire satirique. À cette occasion, le journal rend hommage au dessinateur Cabu, pilier des deux périodiques.
Le 6 juillet 2016, Le Canard enchaîné fête ses 100 ans et même 101 ans du fait de sa première naissance en 1915 et de sa deuxième en 1916.

#### Création d'une section syndicale
Depuis le 1er janvier 2018, le Canard enchaîné était dans l'obligation légale de se doter d'un Comité social et économique (CSE). Une section syndicale a été créée fin 2021.
En 2022, la moitié des journalistes en CDI adhèrent au Syndicat national des journalistes CGT(SNJ-CGT).
En mai 2022, la liste présentée au Canard enchaîné par le SNJ-CGT est élue lors de l'élection du Comité social et économique (CSE), avec une participation de plus de 73 % (60 votants sur 82 inscrits),.
Le 28 février 2025, le conseil de prud'hommes de Paris condamne à titre personnel Michel Gaillard et Nicolas Brimo, respectivement ancien président et ancien directeur général du Canard enchaîné, pour discrimination syndicale à l'encontre de Christophe Nobili, délégué syndical SNJ-CGT,.

#### Nouvelle direction
En poste depuis 1992, Michel Gaillard quitte la présidence du Canard enchaîné en juillet 2023 et est remplacé par Nicolas Brimo. Jean-François Julliard, corédacteur en chef, devient le nouveau directeur général délégué et directeur de la publication.
En février 2024, le Canard enchaîné qui traverse une période difficile change à nouveau de direction. Érik Emptaz, ancien corédacteur en chef, devient président et directeur de la publication, Jean-François Julliard prenant la direction de la rédaction

#### Création d'une version numérique
Le 11 juillet 2012, le Canard enchaîné s'invite sur la toile et ouvre un compte Twitter d'abord pour éviter les usurpations d'identité du journal, comme cela s'est déjà passé. Le journal déclare, dans son édition du 19 décembre de la même année, son intention de se servir de ce compte dans le but d'« annoncer, dès le mardi soir, quelques-uns des sujets abordés » dans l'édition de la semaine. La une du journal est diffusée la veille, directement sur le site.
En mars 2014, le site web du Canard enchaîné publie son premier article, et diffuse les enregistrements pirates de Patrick Buisson lorsqu'il était conseiller de Nicolas Sarkozy, alors président de la République française, ce qui déclenche une polémique.
En 2017, le journal ne possède aucun compte sur Facebook. Il a demandé aux responsables du site de fermer les comptes frauduleux qui se font passer pour le compte officiel du Canard.[source secondaire nécessaire]
Le 25 mars 2020, durant la pandémie à coronavirus, le journal sort pour la première fois en version numérique (no 5185) après la mesure de confinement en France, afin d'assurer le relais des diffuseurs mis en difficulté pour l'abonnement papier et la livraison dans les magasins de presse. Il est téléchargeable, gratuitement pour les abonnés et au prix de 1 euro pour les autres lecteurs, depuis le site du Canard. De ce numéro et jusqu'au no 5191 du 6 mai 2020 (soit 7 numéros consécutifs), la pagination du journal est réduite à 4 pages.
Après l'expérimentation de la diffusion numérique pendant le confinement lié à la pandémie de Covid-19, le Canard enchaîné accélère sa transition numérique avec un nouveau site destiné à ses lecteurs abonnés ou ayant acheté le journal au numéro.
En décembre 2020, le journal annonce de nouvelles formules d'abonnement intégrant une possibilité d'accès numérique au journal le mardi soir, la veille de la sortie en kiosque de la version papier, ainsi que les archives des numéros vieux de deux ans ou moins.
Nicolas Brimo, directeur de la publication de l’hebdomadaire satirique n’envisage pas de développer un site d’information, « En allant sur Internet, vous mangez surtout votre vente de papier ». Il ne comprend pas comment le modèle économique de la presse sur internet peut fonctionner. Pour lui, c'est le passage de 33 000 à 20 000  marchands de journaux sur 20 ans qui « a entraîné une baisse de 25 % de la vente au numéro de l’ensemble de la presse ».
En novembre 2022, le journal a sa propre page sur Instagram.[source secondaire nécessaire]
En 2024, le Canard est diffusé à 230 000 exemplaires par numéro. Engageant un changement de stratégie, Érik Emptaz constate que le format papier va continuer à souffrir et qu'il faut vraiment se tourner vers le numérique. C'est chose faite depuis le 24 septembre 2024 avec la mise en ligne de son site internet,.

## Controverses

### Espionnage de Jean Clémentin
En 2019, lorsque l'historien tchèque Jan Koura obtient l'ouverture des archives de la StB, le service de renseignement de la Tchécoslovaquie pendant la période soviétique, il y découvre que Jean Clémentin, journaliste et rédacteur en chef du Canard enchaîné dans les années 1970, plus connu sous le pseudonyme de « Jean Manan », a été rémunéré par le StB pour espionner en France, au Royaume-Uni et en Allemagne de l'Ouest mais a aussi écrit de faux articles contre une rémunération importante. Ainsi, profitant de la réputation de crédibilité attachée au Canard enchaîné, Clémentin agit pour le compte du StB en publiant un article sur un faux testament politique du chancelier Konrad Adenauer afin de créer une division au sein de la CDU.
Il a également, selon l'enquête, participé « activement — et consciemment » à trois opérations de désinformation, en publiant dans le journal des articles conçus par la StB,. Le 15 février 2022, L'Obs révèle l'affaire, montrant l'implication de Jean Clémentin dans la StB entre 1957 et 1969. Protégé de toute poursuite par la prescription, Jean Clémentin n'a pu répondre à ces accusations en raison de problèmes de santé avant son décès survenu le 5 janvier 2023.

### Soupçon d'emploi fictif lié à André Escaro
En 2022 par une plainte pour abus de biens sociaux et recel d'abus de biens sociaux, le journaliste et rédacteur au "Canard enchaîné" Christophe Nobili,, (créateur de la section SNJ/CGT au sein du Canard), accuse la compagne d'André Escaro, un dessinateur et ancien administrateur du journal, d'avoir bénéficié d'un emploi fictif pendant près de vingt-cinq ans, jusqu'à sa retraite en 2020, pour un préjudice estimé à 3 millions d'euros,,.
Interrogés par des journalistes de France Inter, des anciens salariés du journal doutent du travail effectif de la compagne d'André Escaro en tant que journaliste au Canard enchaîné quelle que soit l'aide apportée au dessinateur ayant pris sa retraite. Nicolas Brimo et Michel Gaillard, respectivement directeur de la publication et président de la société éditrice, se justifient en écrivant dans le journal du 31 août qu'« Edith […] a lu la presse [pour André Escaro et l'a aidé] à trouver l'astuce qui fait le sel » des 8 000 dessins qu'il a produits en 24 ans. Par cette mise au point, la direction du Canard enchaîné se défend de tout emploi fictif au sein de son équipe. Selon l'hebdomadaire, l'embauche de l'épouse du dessinateur André Escaro avait permis de retenir ce dernier en 1996, alors qu'il souhaitait prendre sa retraite.
Érik Emptaz et Jean-François Julliard, co-rédacteur en chef, accusent alors Christophe Nobili de vouloir « mettre à mal le journal par tous les moyens » et posent clairement la question de son départ de l'hebdomadaire ; ils sont désavoués par une partie des salariés.
Jean-Yves Viollier, un ex journaliste du Canard, écrit sur le blog de l'association anticorruption dont il est membre que la défense de l'hebdomadaire est « à peu près aussi convaincante que [celle de] Penelope [Fillon] »,. Des salariés réagissent dans un communiqué, en rappelant notamment que « le droit social français ne prévoit pas de rémunérer un salarié à la place d'un autre »,.

#### Mise à pied du journaliste Christophe Nobili
En raison de la publication de son livre Cher Canard. De l'affaire Fillon à celle du Canard enchaîné, Christophe Nobili, le lanceur d'alerte qui a dénoncé l'emploi fictif de la compagne d'André Escaro, est mis à pied fin mars 2023 et convoqué à un entretien préalable au licenciement. Le journaliste est délégué syndical, membre du CSE. Dans une lettre interne, la section syndicale SNJ CGT et 27 membres de la rédaction s'insurgent et dénoncent une crise au Canard enchaîné qui « risque de nuire davantage à l'image du journal notamment auprès de son lectorat ». Les signataires de la lettre ajoutent que le projet de licenciement « [leur] paraît constituer une atteinte aux valeurs fondamentales, à la raison d'être du Canard enchaîné, journal fondé en 1916 pour s'opposer frontalement à la censure aux ciseaux d'Anastasie et au bourrage de crâne par les institutions de tout poil,,,,. »
Claude Angeli, ancien rédacteur en chef du Canard, regrette que la direction se soit exprimée dans les colonnes de l'hebdomadaire sans permettre aux soutiens de Christophe Nobili d'avoir cette même possibilité. Il demande « qu'on mette fin à cette procédure » pour permettre de régler cela en interne autour d'une table pour en discuter,.
« En soutien à Christophe Nobili et à l'esprit du Canard enchaîné », 300 personnes assistent à un spectacle au théâtre Déjazet le 14 mai 2023 alors que le journaliste a été licencié par sa direction. Le 15 mai 2023, puis le mois d'août 2023, l'inspection du travail refuse le licenciement de Christophe Nobili, jugeant qu'il n’était pas tenu d’informer sa direction de son projet de livre, et considère qu’il y a un « lien » entre la demande de son licenciement et son mandat de délégué syndical,.
En octobre 2023, la direction du Canard enchaîné en appelle au ministre du Travail pour lui faire valider le licenciement de Christophe Nobili, journaliste syndiqué et lanceur d’alerte,. Malgré l'affaire en cours, la mise à pied initiale, et les procès à venir, il signe de nouveau des articles au Canard de ses initiales C.N. à compter de janvier 2024, puis de son nom complet. En avril 2024, le président de la société éditrice de l'hebdomadaire, Érik Emptaz, saisit le tribunal administratif de Paris, son ultime voie de recours pour licencier Christophe Nobili,.

#### Plainte de l'hebdomadaire
Le 21 mars 2024, l’Agence France-Presse (AFP) apprend par la direction de l'hebdomadaire que Le Canard enchaîné a déposé plainte contre X, estimant avoir été victime d’une « perquisition numérique illégale » portant « atteinte à l’ensemble des piliers de notre État de droit » s’agissant d’une entreprise de presse. À la suite de cette plainte, une enquête est ouverte par le parquet de Paris. L’enquête est confiée à l’inspection générale de la police nationale (IGPN). La plainte initiale a été classée sans suite,   le journal a déposé une nouvelle plainte.

#### Procès pour emploi fictif et  abus de biens sociaux
Du 8 juillet au 11 juillet 2025, Michel Gaillard, président de l'hebdomadaire de 1992 à juillet 2023 et Nicolas Brimo son successeur sont jugés par la 11e chambre correctionnelle du tribunal de Paris pour abus de biens sociaux à des fins personnelles, déclaration frauduleuse pour obtenir une carte de presse, faux et usage de faux et déclaration frauduleuse à un organisme social. André Escaro, ancien dessinateur et administrateur du Canard enchaîné et son épouse  poursuivis pour abus de biens sociaux pour l’un, recel d’abus de biens sociaux, emploi fictif, escroquerie à un organisme social et fraude à la carte de presse pour l’autre,,,,,,. Le ministère public requiert entre autres un an de prison avec sursis à l’encontre des quatre prévenus,. Le délibéré est prévu pour le 17 octobre 2025.
Le Canard enchaîné des mercredi 9 et 16 juillet 2025 évoque le procès de cette affaire dans deux articles "La barre au « Canard » " 

### Conflit de générations
En septembre 2022, Le Monde décrit un « conflit de générations » entre l'équipe d'une part et les deux directeurs d'autre part. Nicolas Brimo et Michel Gaillard, respectivement 72 et 78 ans, sont reconduits à leurs postes en juin 2022, la limite d'âge pour être PDG du Canard ayant disparu des statuts de l'entreprise en 2014. La moyenne d'âge de la rédaction est alors proche de 60 ans.

## Caractéristiques
L'hebdomadaire est imprimé le mardi en début d'après-midi.

### Format de journal et prix
Le Canard enchaîné est au format « quotidien », composé de pages de 360 mm par 560 mm. Deux feuilles libres forment les huit pages de chaque numéro. L'impression est en bichromie, en noir et rouge écarlate, sur la première et la dernière page ; sinon en monochrome noir. À titre exceptionnel le 18 septembre 2013, la première page du numéro 4847 a été en trichromie (noir, rouge et jaune).
Grâce à des frais de gestion limités et stables, et étant indépendant de revenus publicitaires, ce journal est un des rares en France dont le prix n'a pas augmenté de 1991 à 2021, (et même diminué : il était à 8 francs avant le passage à la monnaie européenne, soit 1,22 €). Il était vendu 1,20 € en France.
Son prix passe à 1,50 € le 3 février 2021, c'est la seule hausse de prix depuis trente ans. Dans son numéro paru à cette date, le journal déclare que cette augmentation permet d'« assumer la crise du Covid » ainsi que le dépôt de bilan du distributeur de presse Presstalis (qui lui a coûté trois millions d'euros) et d'améliorer la marge des marchands de journaux, et permet aussi d'assurer sa sécurité économique,.
En Suisse, le journal est toujours vendu 2,60 francs suisse en 2023, inchangé malgré l'augmentation de son prix de vente en France.
Le 7 février 2024, le prix au numéro passe à 1,80 euro.

### Manchettes du journal
Le Canard enchaîné titre — logiquement — sur un fait d'actualité (national ou international) et ses manchettes comportent toujours un jeu de mots. Exemples :
- juste après l'armistice de 1918, le journal titra : « Ouf ! »[87] ;
- Après la réoccupation de la Ruhr par la Wehrmarcht en mars 1936, le journal titre: « L Allemagne réoccupe l'Allemagne» [88] ;
- après les accords de Munich, le journal paraphrasa le coup de la victoire aux échecs et titra : « Tchèques… et mat ! »[89] ;
- lors de l'élection présidentielle française de 1965, le général de Gaulle, convaincu d'être réélu dès le premier tour, ne fait pratiquement pas campagne. Or, le 5 décembre, le premier tour le met en ballotage face à François Mitterrand et un second tour va être nécessaire pour départager les deux hommes. Le Canard titre alors : « De l'appel du 18 juin… à la pelle du 5 décembre » ;
- 3 juin 1998 : « Grève des pilotes et inquiétudes sur le Mondial - La France un peu faible sur ses ailes ». Ici, le jeu de mots permet au Canard de lier deux événements : d'une part, la grève des pilotes d'Air France ; d'autre part, la Coupe du monde de football 1998 (on est une semaine avant son coup d'envoi) et surtout les sévères critiques dont fait à ce moment l'objet Aimé Jacquet, le sélectionneur de l'équipe française ;
- lors des grèves du secteur public, en 1991, face aux revendications salariales et aux refus de la Première ministre Édith Cresson d'augmenter les salaires, le journal titra : « Cresson : pas un radis ! » ;
- à la suite de l'accident nucléaire de Fukushima en 2011, le journal a titré « Au Japon, la réalité dépasse la fission »[90] ;
- concernant la crise de la dette publique grecque, à partir de 2008, il titre par « La crise grecque ? Pas de quoi en faire un dra(ch)me ! » ;
- à propos de l'abandon des poursuites contre Dominique Strauss-Kahn aux États-Unis et de la plainte de Tristane Banon, en 2011, Le Canard titre « Les ennuis sont finis pour DSK ? Banon ! »[91] ;
- à propos du naufrage du Costa Concordia en 2012 et de l'attitude du commandant, le journal titre : « Le commandant du Costa Concordia se défend : Pendant le sauvetage, j'ai toujours gardé les pieds sur terre » ;
- le 14 janvier 2015, dans un numéro en partie hommage à Cabu tué lors de l'attentat contre Charlie Hebdo, le journal titre : « Le message de Cabu : Allez les gars, ne vous laissez pas abattre ! »[92]. La tête de Cabu dessinée par lui-même remplace pour l'occasion l'image traditionnelle du Canard en haut de la première page[93].

### Langage

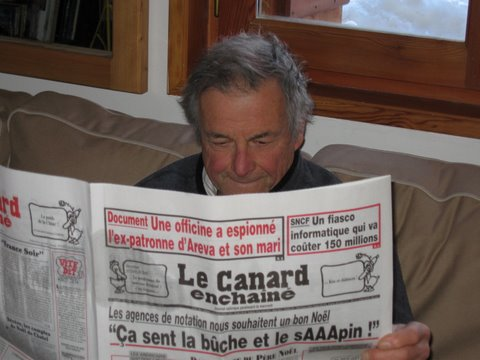
Un lecteur du Canard enchaîné. On aperçoit les gros titres sur la première page.

Le ton employé, humoristique, est celui de la satire et de l'ironie, d'où les nombreuses antiphrases dans les pages du journal (Le Canard enchaîné reprend les termes et les arguments de son adversaire, semble le défendre, mais c'est pour mieux en montrer les limites ou l'absurdité de la position). Les jeux de mots sont réservés aux titres et sous-titres des articles (Jean-Paul Grousset en a produit de nombreux), ainsi qu'à la conclusion de certains articles, sous la forme d'une chute.
Le Canard cherche à être de connivence avec le lecteur « moyen », ce qui explique, malgré un style assez soutenu, l'emploi de formules issues de la langue du peuple et l'usage de surnoms moqueurs envers des personnalités qu'il critique. C'est ainsi qu'au cours de son existence, on lui doit non seulement des diminutifs de personnalités politiques (« Chichi » pour Chirac, « L'Ex » pour Giscard), mais aussi certaines expressions entrées dans le langage populaire, comme « minute Papillon », les « étranges lucarnes » ou enfin « Bla bla bla », onomatopée lancée par Le Canard sous la plume de Pierre Bénard le 27 février 1946 (« Mon ami Paul Gordeaux, lorsqu'on lui présente un reportage où il y a plus de mauvaise littérature que d'informations, dit en repoussant le papier : « Tout ça, c'est du bla bla bla ! » »).

### Les dessins
Les dessinateurs de presse sont les acteurs indispensables du Canard depuis sa création. Les caricaturistes ont toujours une place importante dans les pages de l'hebdomadaire.
Le Canard enchaîné compte un peu plus d'une douzaine d'illustrateurs réguliers.

### Les rubriques

#### Rubriques actuelles
| Nom de la rubrique                                                           | Sous-rubrique                                                                | Description |
| ---------------------------------------------------------------------------- | ---------------------------------------------------------------------------- | --- |
| Les interviews (presque) imaginaires du Canard                               | Les interviews (presque) imaginaires du Canard                               | Article apparaissant sporadiquement, qui retranscrit une interview d'une grande personnalité (par exemple : Sœur Emmanuelle). Cette interview, réalisée par des journalistes du Canard enchaîné, mêle de vraies déclarations de cette personnalité (sorties de leur contexte) avec des déclarations imaginées. Frédéric Pagès est le signataire de cette rubrique qui apparaît en général en première page. |
| La Mare aux canards                                                          |                                                                              | Rubrique apparue en 1916, puis tenue régulièrement à partir de 1918 et figurant en pages 2 et 3 de l'hebdomadaire. En page 2, il est brièvement fait relation de quelques actions ou paroles (imprudentes ou indiscrètes) recueillies de façon officieuse (off) et rarement relayées par la presse, qu'elles soient de droite ou de gauche (dans le même esprit figurent, sur la même page, les « Minimares »). Cette « page 2 » du Canard enchaîné intéresse les personnalités qui savent que ce qui y est écrit n'est pas destiné à embellir leur dossier de presse. En page 3, figurent des articles plus fournis sur l'actualité politique intérieure ainsi qu'en général, un article (souvent dû à Claude Angeli) traitant de la politique étrangère française et des problèmes extérieurs. |
| La Mare aux canards                                                          | Minimares                                                                    | Sous-rubrique de « La Mare aux canards » constituée de brèves tirées d'autres journaux que Le Canard enchaîné, relatant les propos de telle ou telle personnalité et accompagnées d'un bref commentaire sarcastique. |
| La Mare aux canards                                                          | Ma binette partout                                                           | Ce « concours » apparaît occasionnellement en bas des « Minimares ». Il distingue la plupart du temps des élu(e)s de collectivités locales assurant leur propre promotion de façon disproportionnée. À savoir par une démultiplication importante de leurs photos dans les magazines ou autres supports diffusés par les collectivités. Sont également traités dans cette rubrique les journaux spécifiques diffusés par les élu(e)s pour relater leur mandat. |
| Pan sur le bec                                                               | Pan sur le bec                                                               | Démentis, reconnaissance des erreurs qui se sont glissées dans un précédent numéro du Canard enchaîné. Il est très souvent indiqué en fin d'article que le journaliste responsable de l'erreur ou de la coquille devra payer sa tournée au bistrot du coin pour se faire pardonner. |
| La noix d'honneur                                                            | La noix d'honneur                                                            | La « noix d'honneur » est une sorte de distinction ou de récompense attribuée chaque semaine (ou peu s'en faut) par le Canard enchaîné. Aisément repérable en page une ou en page huit par son cadre grisé, cette rubrique stigmatise un propos tenu par une personnalité et se distinguant par sa platitude, son ineptie, sa fausseté, etc. La première « noix » date du 14 janvier 1922 et est attribuée à Louis Latzarus, rédacteur en chef du Figaro, pour l'attribution à la ville de Cannes (Alpes-Maritimes) de la bataille de Cannes, qui se livra en Apulie, dans le sud-est de l'Italie. |
| Le mur du çon                                                                | Le mur du çon                                                                | Cette rubrique ressemble à « la noix d'honneur » mais à un degré « supérieur ». Le jeu de mots est clair : il s'agit là d'épingler une « connerie » prononcée par une personnalité. |
| La brosse à reluire                                                          | La brosse à reluire                                                          | Cette rubrique (non systématique) raille celles et ceux qui ont fait preuve de flagornerie envers telle ou telle personnalité. |
| Le melon d'or                                                                | Le melon d'or                                                                | Proche des rubriques précédentes, celle-ci met en avant une personnalité qui, à travers ses déclarations, se donne le beau rôle ou est particulièrement prétentieux. |
| Couac                                                                        | Couac                                                                        | Récits de péripéties survenues à des lecteurs (à la page 4). |
| Canardages                                                                   | Zig Zag                                                                      | Sous-rubrique de « Canardages » composée de brèves tirées de la presse dotées d'un titre et d'un commentaire humoristique. |
| Canardages                                                                   | Drôles de Zigs                                                               | Sous-rubrique de « Canardages » composée de brèves centrées chacune sur l'actualité d'une personnalité. |
| Conflit de canard                                                            | Conflit de canard                                                            | Articles touchant à la nourriture et à l'écologie en général, aux groupes agro-alimentaires en particulier (en page 5). |
| Plouf !                                                                      | Plouf !                                                                      | Chronique altermondialiste de Jean-Luc Porquet (en page 5). |
| Lettres ou pas Lettres                                                       | Lettres ou pas Lettres                                                       | Critiques de livres (page 6). |
| Feuilleté de Canard                                                          | Feuilleté de Canard                                                          | Autre rubrique de critiques de livres (page 6). |
| La Voie aux Chapitres                                                        | La Voie aux Chapitres                                                        | Chronique littéraire (page 6). |
| Docs en stock                                                                | Docs en stock                                                                | Critique d'un livre documentaire (page 6). |
| Plume de Canard                                                              | Plume de Canard                                                              | Critique d'un livre ou d'un document écrit par un journaliste ou un dessinateur du Canard (page 6). |
| Vite dit !                                                                   | Vite dit !                                                                   | Brèves humoristiques d'actualités basées sur des extraits de la presse, situées en dernière page. |
| À travers la presse déchaînée Rue des petites perles Comme son nom l'indique | À travers la presse déchaînée Rue des petites perles Comme son nom l'indique | Il s'agit de trois rubriques similaires (généralement en page 7) qui permettent au journal de recueillir les « perles » et les coquilles de ses confrères, en y ajoutant des commentaires à sa façon. Il peut arriver que le Canard lui-même fasse partie des « épinglés », auquel cas le journaliste fautif est prié de payer une tournée… La troisième est consacrée aux aptonymes aperçus dans la presse. |
| Le Cinéma                                                                    | Le Cinéma                                                                    | Cette rubrique située en page 6 rassemble quelques brèves critiques cinématographiques. On y trouve ainsi « Les films qu'on peut voir cette semaine », « Les films qu'on peut voir à la rigueur » et « Les films qu'on peut ne pas voir ». Il arrive que Le Canard enchaîné attire l'attention de ses lecteurs sur un film plus ancien mais à nouveau projeté : l'intertitre est alors « Les films qu'on peut voir ou revoir ». |
| Mots croisés                                                                 | Mots croisés                                                                 | Créés par Alain Dag'Naud (placés en page 6). Les définitions prennent presque toujours la forme de jeux de mots, parfois grivois, de calembours approximatifs. Certaines sont proposées par des lecteurs, qui sont cités par l'auteur, avec la mention « Définition transmise par… » |
| Prises de Bec                                                                | Prises de Bec                                                                | Portrait au vitriol d'une personnalité placée sous les feux de l'actualité, mais pas forcément une personnalité de premier plan. Si les « Prises de bec » (en page 7) épinglent volontiers tel chef d'État ou tel ministre, elles s'attaquent également à des personnalités davantage dans l'ombre mais non moins influentes. L'article apparaît en haut de l'avant-dernière page. Il est illustré de la caricature de la personne, plus rarement d'un portrait photographique en noir et blanc. |
| Canard Plus                                                                  | Canard Plus                                                                  | Brèves d'actualités sur le monde des médias et de l'audiovisuel (en page 7). |
| La Boîte aux Images                                                          | La Boîte aux Images                                                          | Article sur le monde de l'audiovisuel (en page 7). |
| Coin-coin des variétés                                                       | Coin-coin des variétés                                                       | Critique d'un spectacle de variété (en page 7). |
| Le Théâtre                                                                   | Le Théâtre                                                                   | Critique de spectacles de théâtre (en page 7). |
| Sur l'Album de la Comtesse                                                   | Sur l'Album de la Comtesse                                                   | Chronique de contrepèteries (en page 7). |
| En page(s) urne(s)                                                           | En page(s) urne(s)                                                           | Rubrique de brèves au cours de certaines élections en France, périodique. |
| Le Coin des piqueurs                                                         | Le Coin des piqueurs                                                         | Petite rubrique à périodicité irrégulière, mentionnant des confrères qui reprennent sans citer le Canard enchaîné des informations dont le Palmipède revendique la primeur. |
| En revenant de l'Expo                                                        | En revenant de l'Expo                                                        | Rubrique de critique d'exposition et d'artiste (en page 7). |
| En bas (très) à droite                                                       | En bas (très) à droite                                                       | Chronique (située en bas de la page 8) qui rend compte de la banalisation des idées d'extrême-droite, en particulier de la complaisance de certains médias à l'égard d'Éric Zemmour. |
| Festival de Cancanneries                                                     | Festival de Cancanneries                                                     | Rubrique regroupant des critiques de films présents au festival de cannes (en page 5 et 6). |
| Festival d'Avignon                                                           | Festival d'Avignon                                                           | Critiques de pièces présentes au Festival d'Avignon par Jean-Luc Porquet (en page7). |

#### Anciennes rubriques
| Rubrique                            | Sous-rubrique                       | Description |
| ----------------------------------- | ----------------------------------- | --- |
| Feuillets de route de l'ami Bidasse | Feuillets de route de l'ami Bidasse | Pendant la drôle de guerre, le journal publia les feuillets envoyés par André Guérin, mobilisé. Lors de la guerre d'Algérie, l'ami Bidasse reparaîtra sous la plume de Jean Clémentin. |
| Contes du Canard enchaîné           | Contes du Canard enchaîné           | Dès son premier numéro en 1915, le Canard enchaîné a publié des contes signés par des écrivains comme Jean Cocteau ou Tristan Bernard ou des journalistes comme Victor Snell. Ces contes semblent être aujourd'hui abandonnés par le Canard. |
| La Cour                             | La Cour                             | Une chronique/critique du pouvoir gaullien due à la plume de Roger Fressoz et au crayon du dessinateur Roland Moisan. Cette rubrique fut inaugurée en 1960 et, après le départ de Charles de Gaulle en 1969, prit le nom de « La Régence ». Aujourd'hui disparue, « La Cour » reste une des chroniques les plus célèbres du Canard enchaîné. Dans le même ordre d'idées, du temps de sa présidence à l'Élysée, de Gaulle avait pour coutume de demander chaque mercredi à l'huissier qui lui apportait le Canard : « Que dit le volatile ? ». |
| Les insolents de la semaine         | Les insolents de la semaine         | Cette rubrique, inaugurée dans le numéro du 25 juillet 2007, s'inscrit dans le contexte particulier des mois qui suivent l'élection de Nicolas Sarkozy à la présidence de la République (mai 2007). Le Canard enchaîné décide alors de relever les critiques envers la politique menée par ce dernier, mais issues d'organes de presse dont la ligne éditoriale lui est très favorable. En réalité, ces « insolents » ne le sont guère, et cette antiphrase permet à l'hebdomadaire de stigmatiser une presse suspectée de complaisance ou, à tout le moins, de manque de distance critique. La rubrique a duré quelques mois puis a été supprimée (ou mise en sommeil). |
| (Journaux intimes fictifs)          | Le Journal de Xavière T.            | Alors que les époux Jean Tiberi et Xavière Tiberi défraient la chronique avec des affaires de faux électeurs et d'un rapport supposé fictif, Le Canard enchaîné a l'idée de publier les minutes d'un faux journal intime des réflexions de Xavière Tiberi sur ces affaires et sur son entourage politique. Fort de l'intérêt des lecteurs, Le Canard republiera par la suite l'ensemble sous la forme d'un petit livre en hors-série. |
| (Journaux intimes fictifs)          | Le Journal de Carla B.              | Cette rubrique consacrée à l'épouse du président français Nicolas Sarkozy rapporte les paroles fictives et humoristiques de Carla Bruni-Sarkozy chaque jour de la semaine (du mercredi au mardi), l'humour provenant surtout du décalage d'un personnage insouciant et bobo auprès des membres du gouvernement. La rubrique fait son apparition peu avant le mariage du président avec l'ex-mannequin et durera, comme annoncé dès sa première parution, jusqu'à la fin du mandat de Nicolas Sarkozy. Elle paraît à la une, ou à la fin de chaque numéro dans un cadre rose. Elle succède au Journal de Cécilia S., qui succédait lui-même au Journal de Xavière T.. Elle est écrite par le journaliste Frédéric Pagès. Dans leur livre d'enquête Le Vrai Canard, les journalistes Karl Laske et Laurent Valdiguié ont affirmé que la chronique était notamment alimentée par Pierre Charon, un proche conseiller de Nicolas Sarkozy. L'allégation s'est attiré un vigoureux démenti de Michel Gaillard, directeur de la publication du Canard enchaîné. La rubrique disparaît fin mai 2012. |
| (Journaux intimes fictifs)          | Valérie T. si je mens               | « Valérie T. si je mens » est une rubrique créée le 20 juin 2012 (no 4782), reprenant le principe du Journal de Carla B, où c'est cette fois-ci une fausse Valérie Trierweiler, nouvelle stagiaire au Canard enchaîné, qui raconte son expérience. Il y a eu trois « variations » au cours de la publication : « Valérie T. comme Tweet » (le 13 juin), « La carte postale de Valérie T. » (le 14 août), et « Le courrier de Ségolène R. » (31 octobre) où Ségolène Royal la remplace le temps d'un numéro. La rubrique dure assez peu longtemps et devient au fil du temps moins régulière. Elle disparaît après le no 4808 du 19 décembre 2012. |
| (Journaux intimes fictifs)          | Le journal de Penelope F.           | Apparu début février 2017, ce faux billet de journal intime de Penelope Fillon raconte ses pseudos faits et remarques concernant la semaine écoulée. C'est l'occasion pour le Canard de brocarder l'épouse de François Fillon ainsi que les personnalités en rapport avec l'affaire des emplois présumés fictifs. |
| L'actualité métaphysique            | L'actualité métaphysique            | Cette rubrique écrite par Frédéric Pagès, sous couvert de chronique philosophique, se moque des prétentions métaphysiques (concepts abscons, idées absurdes, etc.) de divers « penseurs » ou politiques. |
| Écrits et Chochottements            | Écrits et Chochottements            | Brèves sur l'actualité du monde littéraire. Cette section est apparue dans le Canard en 1978. Son titre est un rapprochement drolatique de deux faits de cette année-là, apparemment sans apport entre eux : d'une part la sortie du film Cris et chuchotements de Bergman, d'autre part l'affirmation inattendue de certaines ambitions littéraires par le président de la République française d'alors, Valéry Giscard d'Estaing… dont par ailleurs tout le monde connaît la diction un peu particulière. La rubrique a disparu depuis 2010. |
| Les nouveaux beaufs                 | Les nouveaux beaufs                 | BD en une bande, de Cabu. Elle racontait les mœurs et les vicissitudes des beaufs nouvelle(s) génération(s) à partir d'un personnage central agissant dans le contexte de l'actualité. Cette BD occupait généralement le bas de la page 7. Sa parution cesse avec la mort de Cabu le 7 janvier 2015, mais le bas de la page 7 est remplacé par des extraits de ses illustrations passées sous le nom de rubrique : « Cabu ça commence comme “Canard” ». |
| Cabu ça commence comme “Canard”     | Cabu ça commence comme “Canard”     | Rétrospective de dessins de Cabu parus dans le journal. Rubrique créée après l'assassinat de Cabu lors de l'attentat contre Charlie Hebdo. Cette rubrique était placée en bas de la page 7. |
| Les rubriques temporaires           | Les rubriques temporaires           | Certaines rubriques, créées sous le coup d'un événement, ont une durée de vie parfois très brève : moins d'une dizaine de numéros du Canard. Par exemple, une rubrique sur la page une, créée début février 2017, s'intitule Sarthe à la crème et parle des réactions de diverses personnalités après les révélations du journal à propos du « Penelopegate ». |
| Coups de barre                      | Coups de barre                      | Chronique judiciaire de Dominique Simonnot (à la page 5) qui quittera la rédaction en octobre 2020 à la suite de sa nomination en tant que contrôleuse générale des lieux de privation de liberté par le gouvernement Macron. En bannissant toute emphase narrative et en citant abondamment les protagonistes des procès, la journaliste livre une relation abrupte voire crue du quotidien des tribunaux correctionnels. La journaliste relate assez souvent des audiences publiques de comparutions immédiates. En relayant les propos parfois vifs et sans nuances des uns et des autres (accusé, avocat commis d'office ou choisi, procureur de la République ou substitut…), elle parvient à faire toucher de près le quotidien d'une justice correctionnelle parfois qualifiée d'expéditive. À l'occasion, la journaliste relate aussi, de la même manière, un procès en assises ou dans un tribunal administratif. |

## Ligne éditoriale

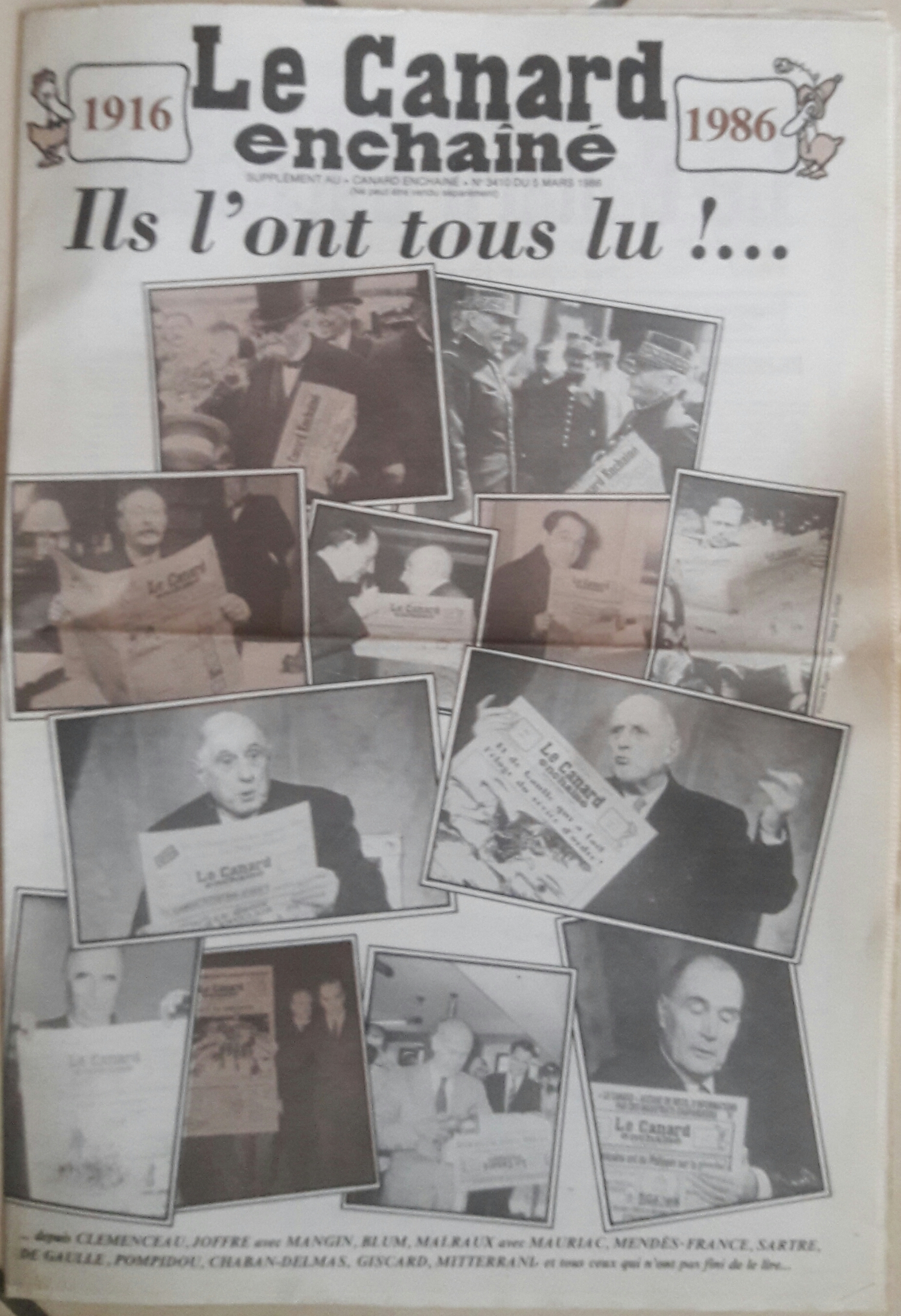
Un photomontage du supplément au Canard enchaîné du 5 mars 1986.

Le Canard enchaîné a pour sous-titre Journal satirique paraissant le mercredi (parfois modifié, par exemple en Journal satirique paraissant exceptionnellement le mardi lorsque la publication est avancée d'un jour, si le mercredi est férié), et pour slogan « La liberté de la presse ne s'use que quand on ne s'en sert pas », allusion à l'inusable slogan de la pile Wonder : « La pile Wonder ne s'use que si l'on s'en sert », qui résume assez bien la ligne éditoriale de l'hebdomadaire : dénoncer tous les scandales publics (politiques, économiques, judiciaires, etc.) survenant en France mais aussi dans les autres pays. Sa devise, inventée par H.-P. Gassier en 1915, est : 

« Tu auras mes plumes, tu n'auras pas ma peau. »

Le Canard enchaîné n'accepte pas de publicité, cherchant à éviter l'influence des annonceurs sur le contenu de ses informations dans ses colonnes. De plus, il ne cache pas l'état des finances du journal ainsi que leurs provenances, et publie son bilan financier dans le journal chaque année.
La stabilité du cadre rédactionnel du journal est l'une de ses caractéristiques.
L'hebdomadaire adhère à la charte de Munich, qui assure la protection des sources d'information des journalistes.
D'après la rédaction, les informations sont vérifiées et recoupées, et lorsqu'il se trompe, le journal reconnaît ses erreurs dans une rubrique intitulée « Pan sur le bec ! »
Du fait de ses investigations régulières touchant aux domaines politique et économique, le Canard est l'objet de nombreuses attaques en justice. Cependant, fort de ses dossiers solidement montés, vérifiés juridiquement, et de témoins, il perd rarement les procès qui lui sont intentés.

### Né à gauche
Antimilitariste, on y voit communément une nette sensibilité de gauche. Certains voient en lui, dès ses origines, une gauche anarchiste, voire une droite anarchisante. Il refusera aussi l'orientation attribuée de journal communiste. Il met toujours en avant son indépendance et son esprit critique. Il professe un anticléricalisme de bon aloi. Il applaudit quand la gauche arrive au pouvoir (Cartel des gauches en 1924, Front populaire en 1936, Pierre Mendès France, François Mitterrand en 1981) mais avec méfiance et circonspection. Les partis de gauche se sont toujours méfiés de lui. Maurice Thorez, dans un comité central du PCF, fustige « l'esprit blagueur du Canard qui conduit à douter de tout » ; Guy Mollet à la SFIO le poursuit lui aussi de sa vindicte.

### Ni plus à gauche, ni plus à droite
Ses partisans disent que, même s'il garde une sensibilité de gauche, il n'hésite pas à dénoncer toutes les dérives des politiques quel que soit leur bord politique. Farouchement attaché à son indépendance éditoriale et à son aspect critique, le journal refuse les annonceurs. Il reste l'un des derniers journaux d'investigation en France.
André Escaro, dessinateur du Canard enchaîné, a déclaré à cet égard : « la tendance actuelle du Canard, c'est l'objectivité. Ni gauche, ni droite ».

## Les révélations duCanard enchaîné
Le journal a plusieurs fois révélé des affaires politiques et/ou financières, comme l' affaire des micros à la rédaction du Canard appelé par dérision : Affaire des plombiers , l'affaire des diamants de Bokassa, affaire Papon et l'affaire Fillon. Elles lui permettent de faire des ventes exceptionnelles, jusqu'à 1 million d'exemplaires pour l'affaire Maurice Papon en 1981,.
Lors de l'affaire des plombiers en 1973, Le Canard enchaîné est publié à plus d'un million d'exemplaires.

## L'équipe

### Direction
- Érik Emptaz : Président, directeur de la publication
- Jean-François Julliard : Directeur de la rédaction
- Jean Michel Thénard : Rédacteur en chef

Anciens directeurs
- Maurice Maréchal (cofondateur), de 1915 à 1940
- Jeanne Maréchal (cofondatrice), de 1944 à 1953
- Ernest Reynaud (alias R. Tréno), de 1953 à 1969
- Roger Fressoz (alias André Ribaud), de 1969 à 1992
- Michel Gaillard, de 1992 à 2017
- Nicolas Brimo, de 2017 à 2023
- Jean-François Julliard

Anciens rédacteurs en chef (liste non exhaustive)
- Victor Snell
- Jean Clémentin
- Bernard Thomas
- Gabriel Macé
- Claude Angeli[107], de 1991 à 2012
- Louis-Marie Horeau[108], co-rédacteur en chef de 2012 à 2017
- Jean-François Julliard
- Érik Emptaz

Ancien secrétaire de rédaction
- Alain Grandremy[109]

### Rédacteurs
Il arrive que le Canard publie anonymement un article rédigé par un ou plusieurs journalistes ou une personne extérieure au journal. L'article paraît alors sous le nom de Jérôme Canard ou Louise Colvert. S'il s'agit d'articles à sujet scientifique ou environnemental, ils sont attribués au professeur Canardeau,.
- Michel Gaillard
- Louis-Marie Horeau
- Érik Emptaz
- Hervé Liffran
- Frédéric Pagès
- Claude Angeli, spécialiste de la politique étrangère[n 12]
- Alain Dag'Naud, rédacteur des chroniques historiques et de la rubrique des mots croisés[112]
- Sorj Chalandon
- Jean-Michel Thénard
- David Fontaine
- Igor Capel
- Isabelle Barré
- Jean-François Julliard
- Didier Hassoux
- Nicolas Brimo
- Alain Guédé
- Anne-Sophie Mercier, rédactrice de la rubrique « Prises de bec »[n 13]
- Christophe Nobili
- Jean-Luc Porquet
- Hervé Martin
- Jacques Vallet
- Paul Leclerc
- Odile Benyahia-Kouider
- Christophe Labbé
- Frédéric Haziza
- Clara Bamberger
- Marine Babonneau
- Jean-Louis Le Touzet
- Yann Voldoire

Anciens rédacteurs
- Dominique Simonnot
- Bernard Thomas
- Nicolas Beau
- Jean Galtier-Boissière
- Lauriane Gaud
- André Guérin
- Luc Étienne
- Jean Abramovici
- Yvan Audouard
- Sylvie Caster
- Roland Bacri
- Pierre Bénard
- Henri Béraud
- Tristan Bernard
- Max de Bonnefous de Caminel
- Alexandre Breffort
- Rodolphe Bringer
- René Buzelin
- Pierre Combescot[n 14]
- Claude Roire
- Brigitte Rossigneux
- André Rollin
- Dominique Durand
- Jean-Paul Grousset
- Patrice Lestrohan
- Jean-Yves Viollier
- Pierre Péan

### Dessinateurs
Plusieurs dessinateurs du Canard enchaîné, dont Wozniak, Cabu, Cardon, Kerleroux, exposent une partie de leur œuvre et de leur histoire sur le site « Scorbut ».

#### Les dessinateurs duCanard
En 2018 :
Source : iconovox.com
- Aurel (Aurélien Froment)
- Escaro (André Escaro)
- Lefred-Thouron (Frédéric Thouron)
- Jean-Michel Delambre (Jean-Michel Delambre)
- Kerleroux (Jean-Marie Kerleroux)
- Wozniak (Jacek Woźniak)
- Ghertman (Alain Ghertman)
- Pancho (Francisco Graells)
- Mougey (Philippe Mougey)
- Brito (Carlos Alberto Brito Ferreira do Amaral)
- Kiro (Ferdinand Guiraud)[115]
- Potus (Pierre Potus)
- Diego Aranega[116]
- Bouzard (Guillaume Bouzard)[116]
- R. Dutreix (Romain Dutreix)
- Adelinaa (Adelina Kulmakhanova)
- Lara
- Large (Marc Large)
- Lefevre (Mathieu Lefevre)
- Lindingre (Yan Lindingre)
- Urbs (Rodolphe Urbs)
- Vera Makina
- Soulcié (Thibaut Soulcié)
- Chappatte (Patrick Chappatte)

Après 2018 :
- Soph'

#### Anciens dessinateurs
- Cabu (Jean Cabut)
- Cardon (Jacques-Armand Cardon)
- César (César García)
- Jean Effel (François Lejeune)
- Grove (William Napoléon Grove)
- Toto Guérin (Raoul Guérin)
- Lap (Jacques Laplaine)
- Moisan (Roland Moisan)
- Pétillon (René Pétillon)
- Martin Veyron

## Diffusion
Le Canard enchaîné a été vendu à 600 000 exemplaires lors de la Libération en 1944, mais tombe à 103 000 en 1953.
Après avoir augmenté fortement en 2007 et 2008, les ventes ont baissé (de 5,7 % en 2012, de 16 % en 2013, de 2,5 % en 2014), l'hebdomadaire résistant un peu mieux que le reste de la presse française malgré son absence assumée d'internet (son compte Twitter poste les gros titres le mardi, veille de parution). Les recettes ont ainsi baissé à 24,4 millions d'euros en 2014, mais les bénéfices du journal ont augmenté de 20 %, à 2,4 millions. Pour l'année 2016, le journal se vend en moyenne à 358 347 exemplaires (72 338 par abonnement), ce qui constitue une baisse de 8,6 %. Grâce à l'élection présidentielle et les déboires de François Fillon, Le Canard enchaîné augmente ses ventes de 11,5 % et ses bénéfices d'un peu plus de 10 % pour l'année 2017. En 2018, une nouvelle baisse de la vente du journal se constate. Mais d'après ses comptes, les Dossiers ont vu leur vente en nette augmentation (vente moyenne par parution de 68 458 exemplaires pour l'année).
L'année 2019 est marquée par un léger déficit pour le journal, dû à la défaillance de Presstalis (facture non remboursée) conjuguée à la grève hivernale des transports
3 500 exemplaires sont vendus chaque semaine en Suisse romande en 2017, sans compter les lecteurs romands achetant l'hebdomadaire en France voisine. Ces derniers sont estimés à 2 000.
- Diffusion payée annuelle totale (France et étranger) du Canard enchaîné (exemplaires « papier ») :

| Année                                   | 2005    | 2006    | 2007    | 2008    | 2009    | 2010    | 2011    | 2012    | 2013    |
| --------------------------------------- | ------- | ------- | ------- | ------- | ------- | ------- | ------- | ------- | ------- |
| Nb. d'exemplaires (moyenne par semaine) | 420 276 | 406 488 | 503 125 | 536 874 | 477 002 | 492 408 | 504 748 | 475 859 | 399 567 |

| Année                                   | 2014    | 2015    | 2016    | 2017    | 2018    | 2019    | 2020    | 2021    |
| --------------------------------------- | ------- | ------- | ------- | ------- | ------- | ------- | ------- | ------- |
| Nb. d'exemplaires (moyenne par semaine) | 389 567 | 392 214 | 358 347 | 399 457 | 340 176 | 322 826 | 277 384 | 281 747 |

| Année                                   | 2022    | 2023    |
| --------------------------------------- | ------- | ------- |
| Nb. d'exemplaires (moyenne par semaine) | 282 339 | 249 864 |

Comme nombre de journaux, Le Canard enchaîné est distribué par Presstalis placé en redressement judiciaire le 15 mai 2020. Depuis que le journal existe aussi sous forme numérique sur son site, il est un peu moins tributaire des grèves occasionnelles.
Lors du premier semestre 2020, le confinement lié à la pandémie de Covid-19 fait baisser les ventes au numéro de plus de 20 % mais attire 14 % d'abonnés supplémentaires à 82 800 abonnés.
En 2022, Le Canard enchaîné affirme avoir une diffusion moyenne payée de 282 339 exemplaires en moyenne, chiffre en très légère progression de 0,2 % par rapport à 2021. Ce sont 187 157 exemplaires qui sont vendus chaque semaines en points de ventes. Pour ce qui est des abonnés papiers, papiers+numériques et numériques, le journal en compte respectivement 76 066, 9 250 et 9 492.

## Autres publications

### Dans la presse
- Almanach du Canard enchaîné
- Dico Canard ou Dictionnaire Canard (1957-1972)
- Les Dossiers du Canard enchaîné (depuis 1981).
- Le journal fête un siècle de parution avec Le Canard enchaîné : 100 ans écrit par Bernard Comment, Patrick Rambaud et Laurent Martin, aux Éditions du Seuil[132],[133].

### Numéros spéciaux
- Le Canard imprime un numéro spécial en juin 1968 : Le Canard de Mai, qui reprend les numéros du 22 et du 29 mai, et du 6 juin, numéros qui ont souffert des grèves.
- La petite série L'Assiette au Canard, parue du 31 janvier 1968 au 28 novembre 1973.
- À la suite de l'attentat du 7 janvier 2015 où Cabu, dessinateur historique du Canard est assassiné, un numéro spécial est publié le 14 janvier pour lui rendre hommage. Pendant un an à la suite de ce numéro, une rubrique intitulée « Cabu ça commence comme Canard » fait le lien entre des dessins de Cabu et l'actualité. La frise de canards dessinée par André Escaro, qui occupait certains hauts de pages, a été remplacée depuis par une série de caricatures dessinées par Cabu, en son hommage.
- Le 6 juillet 2016, le Canard célèbre son centenaire par un numéro spécial contenant quatre pages supplémentaires. On trouve dans ces pages un fac-similé de la première une du Canard, un retour sur les révélations historiques du journal, ainsi que des anecdotes sur l'histoire du titre. À cette occasion, le Canard enchainé donne rendez-vous à ses lecteurs pour le numéro du bicentenaire[134].
- À partir du no 5185, en référence au confinement imposé aux Français, la frise occupant les pages de la mare aux canards a été redessinée par Mougey avec les personnalités caricaturées portant chacune un masque de protection contre le coronavirus. Les deux canards en haut de la première page sont aussi protégés et portent un masque barrière de type « bec de canard ». Toutefois, le premier numéro postérieur au déconfinement (no 5192 du 13 mai 2020) comporte la frise de Cabu et les deux canards de la première page ne sont pas masqués ; la frise redessinée par Mougey et les canards masqués refont leur apparition dès le numéro suivant (no 5193). Les deux canards masqués en haut de la première page font leur dernière apparition dans le no 5287 du 9 mars 2022.
- Le 19 mai 2021, dans le numéro 5245, le Canard fête la réouverture des terrasses par un numéro dont le bandeau arbore un dessin reprenant les canards de la manchette qui passent du bon temps en terrasse. Les deux canards de la manchette du journal semblent inviter le lecteur à se joindre à leur liesse.

## Indépendance financière
Sans recette publicitaire ni subvention publique ou privée depuis sa création, Le Canard ne vit que de ses ventes et de ses abonnements et affiche pourtant une belle santé financière : en 2016, il a réalisé 24 millions de chiffre d'affaires et deux millions d'euros de bénéfices après impôt,.
Le Canard enchaîné bénéficie de l'aide indirecte de l’État pour le portage — 413 922 euros par an de subvention à La Poste pour aider à acheminer les journaux dans les kiosques, les marchands de journaux ou chez les abonnés — comme deux cents autres journaux diffusés en France.
Il refuse d'accueillir dans ses huit pages la moindre publicité, ce qui en fait un cas rare dans la presse hebdomadaire française,. En refusant la « manne publicitaire », il est « le seul journal qui renseigne le public sur l'influence nocive de la publicité dans les médias », selon le Groupe Marcuse (Mouvement Autonome de Réflexion Critique à l'Usage des Survivants de l'Économie). Ses statuts (SA Les Éditions Maréchal) le préservent de toute intervention extérieure (cela depuis une tentative de prise en main par le groupe Hachette, en 1953), puisque seuls sont actionnaires ceux qui y travaillent, ainsi que les fondateurs (les 1 000 titres du journal sont incessibles et sans valeur). Lorsqu'un membre de l'équipe du journal la quitte, les parts qu'il détient dans l'entreprise sont redistribuées entre ses collègues.
Depuis 1974, Le Canard enchaîné est propriétaire de ses murs au 173 rue Saint-Honoré.
Sa « bonne santé financière » lui a permis de passer à la photocomposition en 1982, puis en publication assistée par ordinateur en 1996. Chaque année, les bénéfices sont mis « en réserve » pour assurer l'indépendance financière. Ces réserves, trois fois plus importantes que le chiffre d'affaires annuel, sont placées sur un compte non rémunéré ; la réserve totale est estimée en 2016 à une centaine de millions d'euros,. Les 65 salariés du journal (chiffre en 2014) sont parmi les mieux payés de toute la presse française. En contrepartie, les rédacteurs ne peuvent ni jouer en bourse, ni faire des piges ailleurs, ni accepter de cadeau ou d'honneur, notamment les décorations officielles.
Le Canard enchaîné emploie une trentaine de journalistes régulièrement. L'écart des salaires est d'un rapport de 1 à 4. L'un d'eux estime en 2017 qu'il gagne 4 500 € net par mois, primes comprises.
Les comptes financiers du Canard sont publiés chaque année dans l'hebdomadaire à partir du dernier mercredi du mois d'août, avec le détail de la diffusion du journal. Ces comptes sont approuvés par l'assemblée générale des actionnaires de la société par actions simplifiées Les Éditions Maréchal - « Le Canard Enchaîné ».
En 2019, Le Canard enchaîné connaît un déficit de 0,16 % (soit 34 000 €), notamment à cause de la crise de son partenaire de distribution Presstalis. Ses fonds propres s'élèvent à 129,9 millions d'euros en 2019. En 2020, le journal refuse de recourir au chômage partiel de ses employés et aux délais de paiement offerts par le gouvernement dans le cadre de la pandémie de Covid-19,.
Selon Le Monde, « les médias qui ont leur indépendance financière et appartiennent entièrement à leurs journalistes, comme Le Canard enchaîné, font aujourd'hui figure d'exception dans le paysage français ». Selon la direction du Canard citée par L'Express, une partie de la trésorerie du journal provient de l'argent placé dans cinq banques françaises, dont la Banque postale, sous forme de dépôt à terme, rémunérés à environ 3 % sur six mois.
En 2022, Le Canard enchaîné connait une perte nette de 355 579 d'euros.

## Points de vue, réactions et critiques

### Points de vue de divers acteurs
Le capitaine Nusillard, chef de la censure de 1916 à 1918, est devenu par la suite un fidèle abonné du journal, jusqu'à sa mort à 95 ans, en 1955.
Le journaliste du Canard enchaîné Morvan Lebesque définissait l'hebdomadaire satirique par cette citation : « Le Canard enchaîné rallie tous ceux qui voulaient rire de ce qui les faisait pleurer. »
Jean Egen, dans Messieurs du Canard, puis Vincent Nouzille, dans un article du Nouvel Économiste en 1993, distingueront « deux clans de journalistes historiquement opposés, les dionysiaques ou buveurs de vin (tradition du juliénas), rois de la satire, et les apolliniens ou buveurs d'eau, preux chevaliers de l'information ». Yvan Audouard dira les choses plus simplement pour employer le vocabulaire de la profession en séparant « chroniqueurs » et journalistes d'information.
Le général de Gaulle, une fois devenu président de la République, avait pour habitude de s'informer sur ce que le « volatile » disait de lui.
Selon Le Canard enchaîné lui-même, Sandro Pertini, qui a été président de la République italienne, a déclaré : « C'est dommage qu'il n'y ait pas en Italie un journal comme Le Canard enchaîné. La satire intelligente est nécessaire pour les hommes politiques. »
Pour l'historien Laurent Martin, ce journal, très attaché à la protection des sources d'information des journalistes, représente « une forme alternative de presse qui n'a guère d'équivalents en France et dans le monde ».

### Ouvrages critiques
En novembre 2008, Karl Laske et le journaliste Laurent Valdiguié publient un essai contre Le Canard enchaîné intitulé Le Vrai Canard, qui entend dénoncer le travail, les liens avec des personnalités politiques et l'opacité des finances de cet hebdomadaire. Pascale Santi du quotidien Le Monde parle de « livre à charge ». Pour L'Express, il s'agit d'un travail « copieux et minutieux ».
En 2013, Jean-Yves Viollier, longtemps collaborateur du journal, publie Un délicieux canard laquais, « roman satirique » qui, de manière à peine voilée, dénonce le manque d'indépendance du Canard enchaîné vis-à-vis des partis politiques au pouvoir. Il lui reproche également des pratiques salariales et des pratiques sociales peu exemplaires en dépit de bénéfices importants et « un décalage entre les idées professées et les pratiques à l'intérieur du journal […] vertigineux,. »

## Publications inspirées parLe Canard enchaîné
- Le Cafard libéré, hebdomadaire satirique sénégalais s'inspirant directement du Canard enchaîné
- Le Canard libéré, hebdomadaire satirique marocain francophone
- Le Canard déchaîné, hebdomadaire satirique nigérien à faible tirage[157],[158]
- Le Canard, hebdomadaire satirique de Montréal.
- Le Couac, mensuel satirique québécois né en 1997, où le canard blanc, mascotte du journal, est remplacé par un corbeau.
- Le Lynx, hebdomadaire satirique de la Guinée-Conakry.
- Ennasnés (« Le Curieux » en français) est un hebdomadaire satirique tunisien s'inspirant de la première page du Canard (mais illustré avec des singes à la place des canards).
- La revue de magie Magicus contient une rubrique nommée « Le Houdini enchaîné » dont le contenu (contrepèteries…) et la présentation sont inspirés du Canard enchaîné.
- Le Lama déchaîné, hebdomadaire de l'April publié pour sa campagne de dons 2024, du 16 octobre au 18 décembre 2024[159].

Certains journaux et sites d'Internet actuels ou passés plagient en reprenant le nom du journal sous forme de variante mais sans toujours respecter les caractéristiques du journal et les droits d'auteurs.